# El tiempo otra vez avanza
El tiempo otra vez avanza es el octavo álbum de estudio del grupo musical de Uruguay No Te Va Gustar. Publicado el 9 de octubre de 2014, bajo el sello discográfico Bizarro Records.
Este disco cuenta con la particularidad de haber sido grabado con el grupo tocando en simultáneo y no por capas, como acostumbran a grabar habitualmente. Además contó con la participación de Joe Blaney, un productor estadounidense mundialmente conocido que ha trabajado con artistas del calibre de The Clash, Ramones, Keith Richards, Los Rodríguez, Divididos, Andrés Calamaro, Charly García y otros tantos artistas de primer nivel.
El primer sencillo es «Comodín» y el pre-sencillo «Paranoia» que fue presentado en México, Bolivia, Cuba y Paraguay. Además, el formato digital incluye dos bonus-tracks: «Madre nuestra» y «Llueve tranquilo», este último había sido presentado junto al documental El verano siguiente.
Todos las canciones fueron compuestos por Emiliano Brancciari, excepto «Madre nuestra» escrita por Francisco Nasser.

## Lista de canciones
| N.º | Título                | Duración |  |
| 1.  | «Me ilumina hoy»      | 3:19     |  |
| 2.  | «Alba»                | 3:37     |  |
| 3.  | «Detrás del cerro»    | 3:44     |  |
| 4.  | «Comodín»             | 2:53     |  |
| 5.  | «Paranoia»            | 3:38     |  |
| 6.  | «Mi demente»          | 4:06     |  |
| 7.  | «La cuerda»           | 3:57     |  |
| 8.  | «La puerta de atrás»  | 3:59     |  |
| 9.  | «Presente»            | 2:52     |  |
| 10. | «Solo vino»           | 3:33     |  |
| 11. | «Su sombrero»         | 4:04     |  |
| 12. | «Viajando sin espada» | 3:21     |  |

### iTunes & Deluxe Edition Bonus Tracks
| N.º | Título             | Duración |  |
| 14. | «Madre nuestra»    | 3:55     |  |
| 15. | «Llueve tranquilo» | 4:46     |  |

## Músicos
- Emiliano Brancciari: Voz y guitarra.
- Pablo Coniberti: Segunda guitarra.
- Francisco Nasser: Teclados.
- Guzmán Silveira: Bajo.
- Diego Bartaburu: Batería.
- Mauricio Ortiz: Saxo.
- Martín Gil: Trompeta.
- Denis Ramos: Trombón.
- Gonzalo Castex: Percusión.

## Videos musicales
| Año  | Videoclip           |
| ---- | ------------------- |
| 2014 | Comodín             |
| 2015 | Paranoia            |
| 2015 | Alba                |
| 2015 | Me ilumina hoy      |
| 2015 | Viajando sin espada |
| 2016 | La puerta de atrás  |

## Certificaciones
| País      | Organismo certificador | Certificación | Ventas certificadas | Simbolización |
| --------- | ---------------------- | ------------- | ------------------- | ------------- |
| Uruguay   | CUD                    | 2× Platino    | 8.000               | 2▲            |
| Argentina | CAPIF                  | Platino       | 40.000              | ▲             |

## Posicionamiento en las Listas
| Fecha           | País      | Lista                  | Posición máxima alcanzada |
| --------------- | --------- | ---------------------- | ------------------------- |
| Octubre de 2014 | Argentina | CAPIF ranking mensual. | 1                         |

### Procesión y sucesión en listas
| Predecesor: Gira mi canción de Violetta | CAPIF Ranking mensual — Álbum N.° 1 octubre de 2014 | Sucesor: Four de One Direction |